# Mars Surveyor 1998

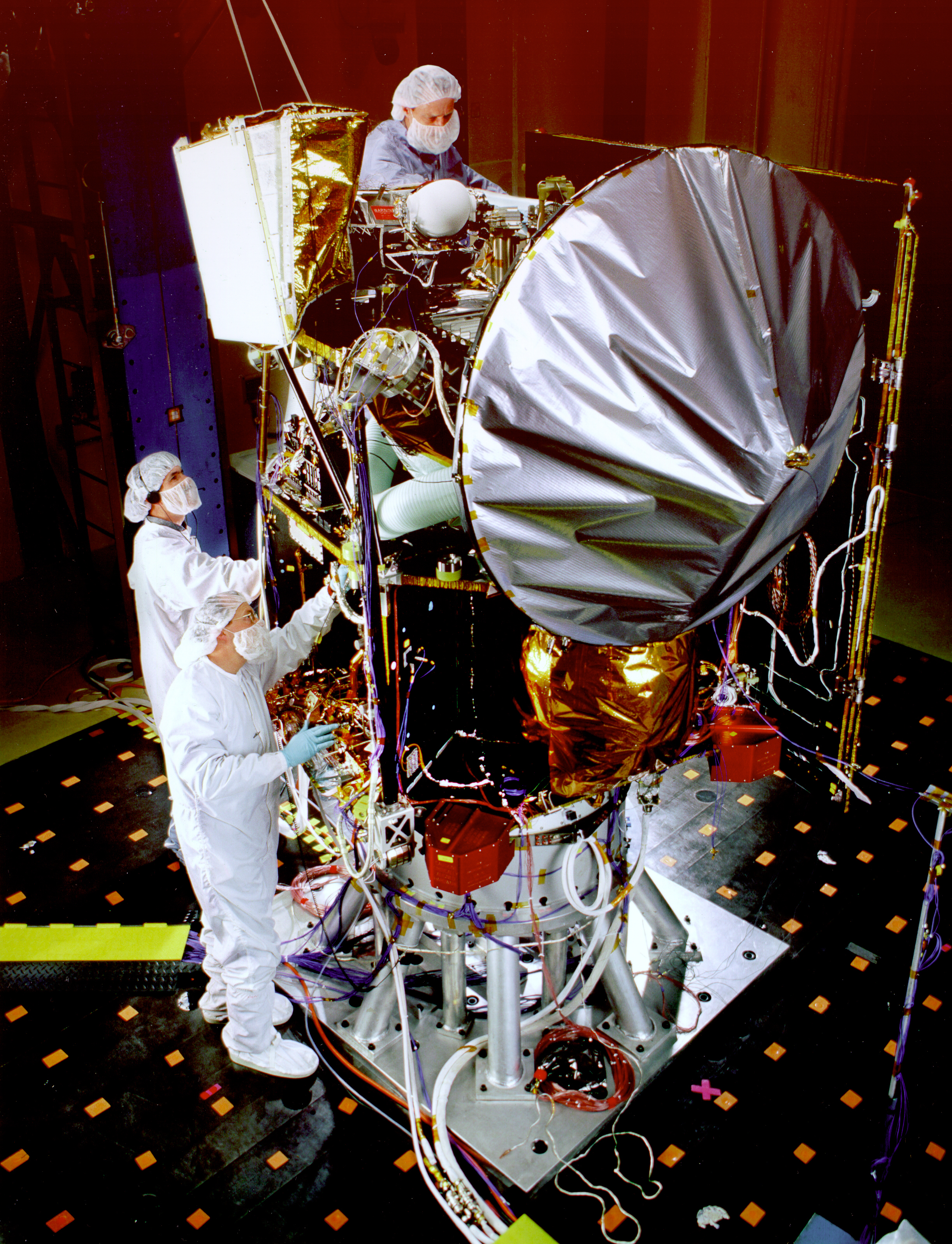
O Mars Climate Orbiter sendo testado antes do lançamento.

O programa Mars Surveyor 1998 consistia de duas espaçonaves lançadas separadamente, o Mars Climate Orbiter (anteriormente denominado de Mars Surveyor '98 Orbiter) e o Mars Polar Lander (anteriormente, o Mars Surveyor '98 Lander); a bordo da espaçonave Mars Polar Lander estavam duas sondas Deep Space 2 capazes de perfurar a superfície do planeta. As duas missões deveriam estudar o clima e as emissões de água e dióxido de carbono, compreender o suprimento, comportamento, e papel na atmosfera dos voláteis e pesquisar a evidência de mudanças climáticas episódicas e de longo prazo.
Ambas as espaçonaves foram lançadas durante a vigência da janela de lançamento para Marte em 1998, mas foram perdidas, inclusive as sondas de pouso.

## Erros de cálculo
O orbitador foi perdido devido a erros de cálculo na trajetória. O equívoco foi causado por um descompasso entre as medidas SI e as unidades inglesas. O uso de unidades métricas bem como o formato de datas empregados, havia sido especificado numa especificação de interface de software de navegação (SIS) publicado pelo JPL em 1996. Apesar disso, a equipe de operações vôo na Lockheed Martin forneceu dados de impulso em unidades inglesas de libras por segundo, em vez de newtons por segundo. Estes valores estavam errados na proporção de 4,45 (1 lbf = 4,45 N). A confusão acarretou correções errôneas de curso que fizeram com que o orbitador descesse para uma órbita baixa demais na atmosfera marciana. O veículo ou se incendiou pelo atrito ou foi atirado sem rumo no espaço.
A causa mais provável para a falha do módulo de aterrissagem, segundo determinou o inquérito oficial, foi que um sinal espúrio de sensor associado aos trens de pouso da espaçonave indicaram que o veículo haviam tocado o solo, quando, na verdade, estava a 40 metros acima da superfície. Quando os trens de pouso de desdobraram, causaram um efeito de ricocheteio que acidentalmente ativaram os sensores de pouso, o que causou o desligamento dos propulsores e fez com que o módulo despencasse do céu marciano. Outras causas possíveis para a falha envolviam o pré-aquecimento inadequado do sistema de retrofoguetes, à base de hidrazina. O aquecimento insuficiente provocou falhas de ignição e instabilidade em testes de impacto.
O desenvolvimento do programa das espaçonaves Mars Surveyor 1998 custou US$ 193,1 milhões. Os custos de lançamento foram estimados em US$ 91,7 milhões e a operacionalização da missão em US$ 42,8 milhões. O Mars Climate Orbiter era parte de um programa de dez anos da NASA, o Mars Surveyor Program, no qual seriam feitos lançamentos a cada 26 meses, quando a Terra e Marte estivessem alinhados favoravelmente.